# Handball aux Jeux méditerranéens de 1983
Navigation
Split 1979 Lattaquié 1987
Les compétitions de handball aux Jeux méditerranéens de 1983 se sont déroulées en septembre 1983 à Casablanca au Maroc.

## Modalités
La compétition de handball est seulement composée d'un tournoi masculin, le tournoi féminin ayant été annulé.

## Phase de groupes

### Groupe 1
Les résultats du groupe 1 sont :
Vendredi 9 septembre 1983
- Yougoslavie b.  Espagne : 21-15[1]
- Italie b.  Grèce: 23-10[2]

Samedi 10 septembre 1983
- Espagne b.  Turquie : 20-13[3]
- Yougoslavie b.  Grèce: 35-11[2]

Dimanche 11 septembre 1983
- Turquie b.  Grèce : 21-13[4]

Lundi 12 septembre 1983
- Espagne b.  Grèce : 21-9[5]
- Yougoslavie b.  Italie : 32-21[6]

Mardi 13 septembre 1983
- Turquie et  Italie : 16-16[7]

Mercredi 14 septembre 1983
- Espagne b.  Italie : 17-13[8]
- Yougoslavie b.  Turquie: 36-12[9]

Le classement final est :
|   | Équipe      | Pts | J | G | N | P | Bp  | Bc  | Diff |
| - | ----------- | --- | - | - | - | - | --- | --- | ---- |
| 1 | Yougoslavie | 8   | 4 | 4 | 0 | 0 | 124 | 59  | 65   |
| 2 | Espagne     | 6   | 4 | 3 | 0 | 1 | 73  | 56  | 17   |
| 3 | Italie      | 3   | 4 | 1 | 1 | 2 | 73  | 75  | -2   |
| 4 | Turquie     | 3   | 4 | 1 | 1 | 2 | 62  | 85  | -23  |
| 5 | Grèce       | 0   | 4 | 0 | 0 | 4 | 43  | 100 | -57  |

La Yougoslavie est qualifiée pour la finale.

### Groupe 2
Parmi les résultats, on trouve :
Vendredi 9 septembre 1983
- à 17h :  Algérie b.  Libye : 25-14
- France b. Maroc  : 19-15[10]
  - France : Cailleaux (1 pen.), Gaffet (2), Serinet (2), Geoffroy (1 pen.), Couriol (3), Nouet (3), Deschamps (1), Nicolas (2), Gardent (1), Locard (3).
  - Maroc : Sardi (4), Nazi (1), Youssousi (3), Mouism (1), Ahmadi (6).

Samedi 10 septembre 1983
- Tunisie b.  France : 20-17[10]
  - Tunisie : Abassi (8), Sghir (1), Zouabi (6), Glenza (1), Mootamri (1), Mechmech (1), Bougattas (2).
  - France : Cailleaux (1), Gaffet (5), Serinet (2), Geoffroy (1), Locard (2), Couriol (1), Deschamps (2), Nicolas (1), Gardent (1), Mabille (1).
- à 22h15 :  Maroc et  Algérie : 17-17

Dimanche 11 septembre 1983
- à 17h :  Algérie b.  Tunisie : 23-20
- Maroc b.  Libye : 24-18[11]

Lundi 12 septembre 1983
- à 18h45 :  Algérie b.  France : 21-12[10]
  - Algérie : Bakir (GB), Boussebt (GB), Hamiche (3), Doballah (1), Belhocine (1), Moumène (1), Bendjemil (6), Benmaghsoula (4), Mohamed (3), Draouci (2).
  - France : Serinet (1), Gaffet (4), Gardent (1), Nicolas (3), Nouet (1), Deschamps (2).
- Tunisie b.  Libye : score inconnu

Mercredi 14 septembre 1983
- France b.  Libye : 30-23[10]
  - France : Gaffet (5), Serinet (4), Persichetti (1), Locard (2), Nouet (1), Deschamps (6), Nicolas (8), Gardent (2), Mabille (1).
  - Libye : Sandah (8), Aldanouni (7), Alfaratis (4), Ridwan (2), Albourko (1), Aldabal (1).
- Tunisie b.  Maroc : 23-21[12]

Le classement final devait être :
|   | Équipe  | Pts | J | G | N | P | Bp | Bc | Diff |
| - | ------- | --- | - | - | - | - | -- | -- | ---- |
| 1 | Algérie | 7   | 4 | 3 | 1 | 0 | 86 | 63 | 23   |
| 2 | Tunisie | 6   | 4 | 3 | 0 | 1 | 0  | 0  |      |
| 3 | France  | 4   | 4 | 2 | 0 | 2 | 78 | 79 | -1   |
| 4 | Maroc   | 1   | 4 | 0 | 1 | 3 | 77 | 77 | 0    |
| 5 | Libye   | 0   | 4 | 0 | 0 | 4 | 0  | 0  |      |

Remarque : Comme la Grèce était devant la Libye au classement final et que la Grèce a perdu tous ses matchs, il est certain que la Libye a perdu tous les matchs.

### Phase finale
La phase finale a lieu le jeudi 15 septembre 1983 :
| Match                  | Heure | Équipe 1    | Score   | Équipe 2 |
| ---------------------- | ----- | ----------- | ------- | -------- |
| Finale                 | 16h30 | Yougoslavie | 17 – 11 | Algérie  |
| Match pour la 3e place | 15h30 | Espagne     | 26– 15  | Tunisie  |
| Match pour la 5e place | ..h.. | France      | 20 – 19 | Italie   |
| Match pour la 7e place | ..h.. | Maroc       | 19 – 10 | Turquie  |

Dans le match pour la 5e place, les buteurs français sont : Gaffet (6), Serinet (7), Geoffroy (2), Nouet (2), Deschamps (1), Gardent (2).
Remarque : il y a peut-être eu un match pour la 9e place entre la Grèce et la Libye.

## Classement final
Le classement final est :
| Rang                                    | Équipe      |
| --------------------------------------- | ----------- |
| Médaille d'or, Jeux méditerranéens      | Yougoslavie |
| Médaille d'argent, Jeux méditerranéens  | Algérie     |
| Médaille de bronze, Jeux méditerranéens | Espagne     |
| 4                                       | Tunisie     |
| 5                                       | France      |
| 6                                       | Italie      |
| 7                                       | Maroc       |
| 8                                       | Turquie     |
| 9                                       | Grèce       |
| 10                                      | Libye       |

## Effectifs des équipes

### Équipe de Yougoslavie, médaille d'or
Parmi les joueurs, on trouve, :
- Zlatan Arnautović (en) (GB)
- Mirko Bašić (GB)
- Jovica Elezović (en)
- Mile Isaković
- Pavle Jurina (en)
- Dragan Mladenović
- Stjepan Obran
- Momir Rnić
- Željko Vidaković
- Veselin Vujović
- Veselin Vuković
- Zdravko Zovko.

Entraîneur
- Branislav Pokrajac

### Équipe d'Algérie, médaille d'argent
L'effectif de l'Algérie, médaille d'argent, était, :
- Abdelatif Bakir (GB)
- Mourad Boussebt (GB)
- Djaffar Belhocine
- Abdelkrim Bendjemil
- Abdeslam Benmaghsoula
- Mustapha Doballah
- Abou Sofiane Draouci
- Abdelkrim Hamiche
- Omar Azeb
- Salah Bouchekriou
- Abdelouafi Moumène
- Abdelhak Bouhalissa
- Bacha Mokrani
- Zine Eddine Mohamed Seghir

Entraîneur
- Mohamed Aziz Derouaz

### Équipe d'Espagne, médaille de bronze
Parmi les joueurs, on trouve,, :
- Pedro García (GB)
- Juan Pedro de Miguel (GB)
- Javier Cabanas (es)
- Sergio Ariño
- Pedro Salcedo
- Juan de la Puente
- Manuel Martín
- Jesús Gómez
- Juan José Uria
- Julián Ruiz
- Juan Molina
- Francisco Parrilla
- Luis Morante

### Équipe de France, cinquième
L'équipe de France était composée de :
- Philippe Médard (GB, USM Gagny)
- Bernard Morel (GB, CSL Dijon)
- Patrick Persichetti (US Ivry)
- Eddie Couriol (USM Gagny)
- Bernard Gaffet (SMUC)
- Jean-Michel Geoffroy (CSL Dijon)
- Dominique Deschamps (ACBB)
- Philippe Gardent (PUC)
- Lionel Nicolas (US Ivry)
- Philippe Locard (ACBB)
- Éric Cailleaux (BM Granollers)
- Jean-Michel Serinet (USM Gagny)
- Sylvain Nouet (USM Gagny)

Entraîneur
- Jean Nita

A noter que Pascal Mahé (Paris UC), Christophe Esparre (Stella Saint-Maur), Stéphane Huet (Stella Saint-Maur), Philippe Debureau (US Dunkerque), Patrick Boullé (US Ivry), Michel Cicut (Stade Marseillais UC) et Marc-Henri Bernard (Stella Saint-Maur) avaient participé au stage préparatoire.